# Horchata de arroz

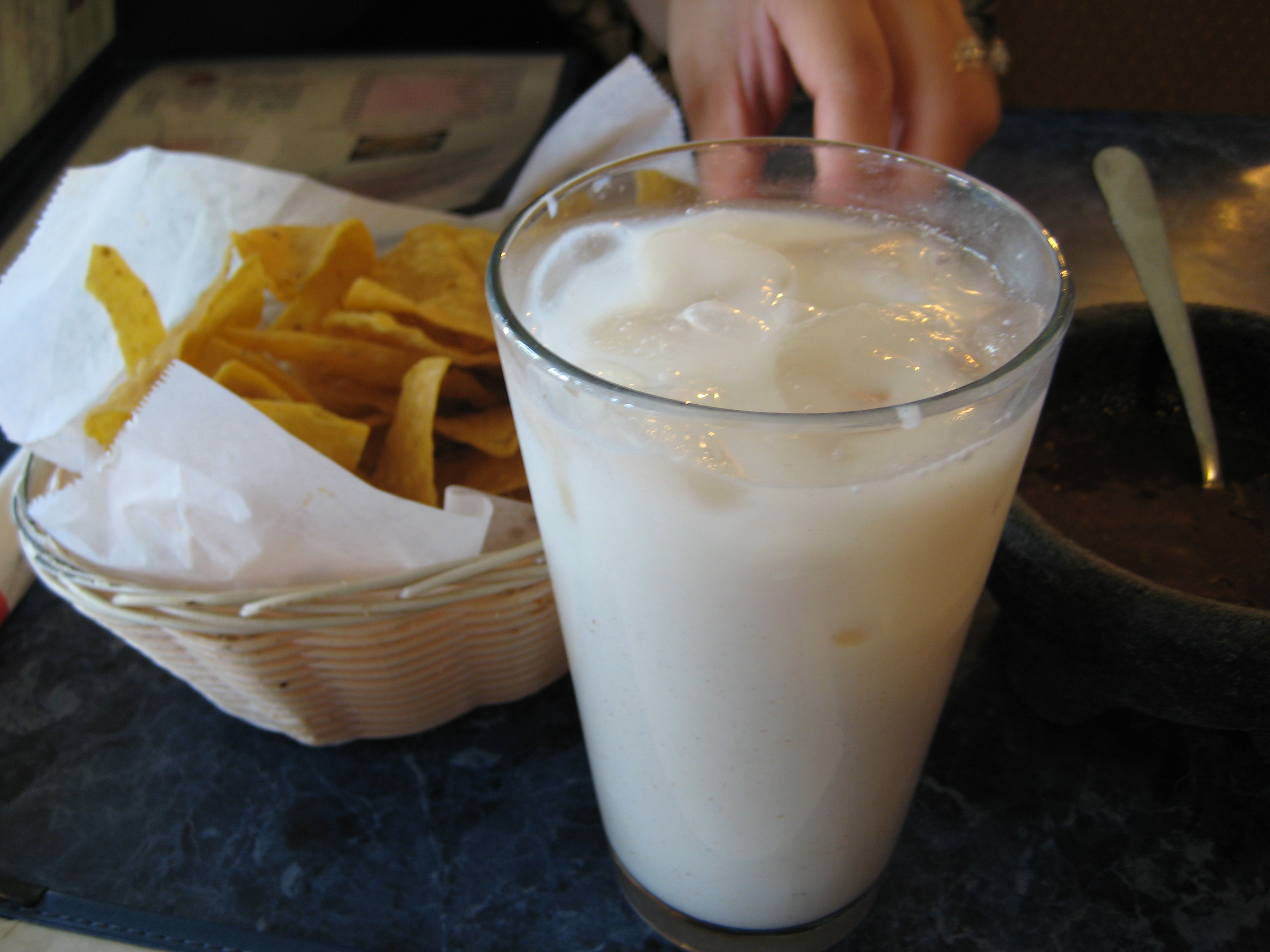
Vaso con agua de horchata

La horchata de arroz es una bebida refrescante tradicional de amplio consumo. Es una de las muchas aguas frescas tradicionales de Centroamérica y México, donde también se preparan de jamaica, de tamarindo y de otras frutas típicas. En Venezuela, existe la chicha criolla que es muy similar, al igual que en Ecuador con la chicha resbaladera. Existen otras bebidas semejantes elaboradas a partir de chufas o de almendras, que genéricamente se llaman horchata.

## Etimología y origen
La palabra horchata procede del latín hordeata, agua de cebada, hecha con hordeum, voz latina que significa cebada. Según la RAE, el vocablo habría llegado al español a través del mozárabe, lo que explicaría la transformación consonántica a ch y el mantenimiento de la t, en lugar de la evolución natural que habría devenido en orzada, semejante al italiano, orzata.
En España, y especialmente en la Comunidad Valenciana, la horchata se elabora a partir de la chufa (Cyperus esculentus). Al parecer, esta ya era usada en el antiguo Egipto, habiéndose hallado vasos que contienen chufas como parte del ajuar funerario de los faraones. Asimismo, autores persas y árabes de la antigüedad mencionan los beneficios digestivos y desinfectantes de la chufa, usada entonces como bebida medicinal por considerársela energética y diurética.
Con el paso del tiempo, y al extenderse su uso a otros lugares del mundo con distinta disponibilidad de ingredientes, la cebada sería sustituida por otros vegetales (cereales, tubérculos como la chufa, frutos como las almendras, así como el arroz y otros), lo que dio como resultado diferentes tipos de horchata. Todas son bebidas de apariencia similar que se caracterizan por su color blanco lechoso, aunque se elaboran con diferentes ingredientes y procesos.[cita requerida]
Actualmente, en el mercado se encuentran disponibles jarabes de horchata de arroz, promovidos por importantes marcas, debido a su amplio consumo, además de la bebida instantánea en polvo, inclusive en versión baja en calorías.

## Composición
En otros lugares también se prepara lo que se le conoce como agua de horchata, mezclando harina de arroz, azúcar blanca, canela, leche en polvo, vainilla y, en ocasiones, almendras, coco y semillas de morro, aunque la receta puede variar según la región y el gusto personal. También se le puede agregar leche condensada o leche evaporada, lo que aumenta su valor nutritivo y le da un sabor diferente.[cita requerida]

## Tradición
En el sureste de México, en el area de influencia Maya, Guatemalteca, se producen jarabes de horchata artesanales. Destacan principalmente de los estados de Veracruz, Tabasco, Quintana Roo, Yucatán y Campeche. Esta bebida es adecuada para acompañar platillos típicos de esta región como la cochinita pibil, que es originaria del estado de Yucatán.[cita requerida]
Horchatinol es la marca comercial del concentrado de horchata que surgió en Mérida, Yucatán, en 1946, motivado por la demanda yucateca.
En la ciudad de Mérida, a principios de la década de los años 1930, con una gran visión, Manuel Mézquita Aragón y Lucía Zapata de Mézquita perfeccionaron la fórmula para la preparación del agua de horchata originaria de España, aunque esta a base de chufas.[cita requerida]
La horchata de arroz se ha considerado una bebida refrescante que se toma con hielo durante el verano o en lugares de clima caluroso; sin embargo, a las últimas fechas se ha popularizado su consumo caliente, similar a una infusión que alivia el malestar del estómago. Su sabor, que pudiera parecerse al del arroz con leche, un postre que es muy tradicional en México, incluye canela espolvoreada encima, y se consume en los climas fríos.[cita requerida]